# Supercopa de Portugal 1980
La Supercopa de Portugal 1980 —también conocida por el nombre de Supercopa Cândido de Oliveira— fue la segunda edición de la Supercopa de Portugal, torneo nacional organizado por la Federación Portuguesa de Fútbol (FPF). El primer partido se jugó en el Estádio José Alvalade el 10 de septiembre y el segundo en el Estádio da Luz el 29 de octubre de 1980. Fue disputada por el Sporting de Lisboa, campeón de la Primeira Divisão 1979-80 y el Sport Lisboa e Benfica, ganador de la Copa de Portugal 1979-80.
En esta edición, ambos clubes llegaron como campeones de la primera división y copa. El primer partido terminó empatado 2:2 con goles de Jordão al minuto 59 y 67 para el Sporting de Lisboa, mientras que Carlos Manuel y César Martins de Oliveira anotaron para el Sport Lisboa e Benfica en el minuto 10 y 42 respectivamente. Para el segundo encuentro, el Benfica logró una victoria 2:1 con goles de Nené al minuto 43 y Francisco Vital en el 86. El descuento de la visita lo hizo Rui Jordão. Este partido contó con la participación de 40 000 espectadores y fue arbitrado por Nemésio de Castro.
Para el Sport Lisboa e Benfica fue el primer título oficial en la competición y el primer subcampeonato para el Sporting de Lisboa.

## Partido
| 1     | POR   | António Vaz      |  |
| 2     | DEF   | Francisco Barão  |  |
| 3     | DEF   | Eurico Gomes     |  |
| 4     | DEF   | Augusto Inácio   |  |
| 5     | DEF   | Zezinho          |  |
| 6     | MED   | Ademar Marques   |  |
| 7     | MED   | Lito             |  |
| 8     | DEL   | Manoel Costa     |  |
| 9     | DEL   | Salvador Almeida |  |
| 10    | DEL   | Rui Jordão       |  |
| 11    | DEL   | Manuel Fernandes |  |
| D. T. | D. T. | Fernando Mendes  |  |

| 1     | POR   | Manuel Bento         |  |
| 2     | DEF   | Humberto Coelho      |  |
| 3     | DEF   | João Laranjeira      |  |
| 4     | DEF   | Frederico Rosa       |  |
| 5     | DEF   | António Bastos Lopes |  |
| 6     | MED   | Shéu                 |  |
| 7     | MED   | Carlos Manuel        |  |
| 8     | MED   | João Alves           |  |
| 9     | MED   | Fernando Chalana     |  |
| 10    | DEL   | Nené                 |  |
| 11    | DEL   | César                |  |
| D. T. | D. T. | Lajos Baróti         |  |

| 59' · 67' | Jordão Jordão | 1:2 2-2 |

| 10' · 42' | Carlos Manuel César | 0:1 0:2 |

| 1     | POR   | António Vaz      |  |
| 2     | DEF   | Francisco Barão  |  |
| 3     | DEF   | Eurico Gomes     |  |
| 4     | DEF   | Augusto Inácio   |  |
| 5     | DEF   | Zezinho          |  |
| 6     | MED   | Ademar Marques   |  |
| 7     | MED   | Lito             |  |
| 8     | DEL   | Manoel Costa     |  |
| 9     | DEL   | Salvador Almeida |  |
| 10    | DEL   | Rui Jordão       |  |
| 11    | DEL   | Manuel Fernandes |  |
| D. T. | D. T. | Fernando Mendes  |  |

| 1     | POR   | Manuel Bento         |  |
| 2     | DEF   | Humberto Coelho      |  |
| 3     | DEF   | João Laranjeira      |  |
| 4     | DEF   | Frederico Rosa       |  |
| 5     | DEF   | António Bastos Lopes |  |
| 6     | MED   | Shéu                 |  |
| 7     | MED   | Carlos Manuel        |  |
| 8     | MED   | João Alves           |  |
| 9     | MED   | Fernando Chalana     |  |
| 10    | DEL   | Nené                 |  |
| 11    | DEL   | César                |  |
| D. T. | D. T. | Lajos Baróti         |  |

| 59' · 67' | Jordão Jordão | 1:2 2-2 |

| 10' · 42' | Carlos Manuel César | 0:1 0:2 |

| 1     | POR   | António Vaz      |  |
| 2     | DEF   | Francisco Barão  |  |
| 3     | DEF   | Eurico Gomes     |  |
| 4     | DEF   | Augusto Inácio   |  |
| 5     | DEF   | Zezinho          |  |
| 6     | MED   | Ademar Marques   |  |
| 7     | MED   | Lito             |  |
| 8     | DEL   | Manoel Costa     |  |
| 9     | DEL   | Salvador Almeida |  |
| 10    | DEL   | Rui Jordão       |  |
| 11    | DEL   | Manuel Fernandes |  |
| D. T. | D. T. | Fernando Mendes  |  |

| 1     | POR   | Manuel Bento         |  |
| 2     | DEF   | Humberto Coelho      |  |
| 3     | DEF   | João Laranjeira      |  |
| 4     | DEF   | Frederico Rosa       |  |
| 5     | DEF   | António Bastos Lopes |  |
| 6     | MED   | Shéu                 |  |
| 7     | MED   | Carlos Manuel        |  |
| 8     | MED   | João Alves           |  |
| 9     | MED   | Fernando Chalana     |  |
| 10    | DEL   | Nené                 |  |
| 11    | DEL   | César                |  |
| D. T. | D. T. | Lajos Baróti         |  |

| 59' · 67' | Jordão Jordão | 1:2 2-2 |

| 10' · 42' | Carlos Manuel César | 0:1 0:2 |

| 1     | POR   | António Vaz      |  |
| 2     | DEF   | Francisco Barão  |  |
| 3     | DEF   | Eurico Gomes     |  |
| 4     | DEF   | Augusto Inácio   |  |
| 5     | DEF   | Zezinho          |  |
| 6     | MED   | Ademar Marques   |  |
| 7     | MED   | Lito             |  |
| 8     | DEL   | Manoel Costa     |  |
| 9     | DEL   | Salvador Almeida |  |
| 10    | DEL   | Rui Jordão       |  |
| 11    | DEL   | Manuel Fernandes |  |
| D. T. | D. T. | Fernando Mendes  |  |

| 1     | POR   | Manuel Bento         |  |
| 2     | DEF   | Humberto Coelho      |  |
| 3     | DEF   | João Laranjeira      |  |
| 4     | DEF   | Frederico Rosa       |  |
| 5     | DEF   | António Bastos Lopes |  |
| 6     | MED   | Shéu                 |  |
| 7     | MED   | Carlos Manuel        |  |
| 8     | MED   | João Alves           |  |
| 9     | MED   | Fernando Chalana     |  |
| 10    | DEL   | Nené                 |  |
| 11    | DEL   | César                |  |
| D. T. | D. T. | Lajos Baróti         |  |

| 59' · 67' | Jordão Jordão | 1:2 2-2 |

| 10' · 42' | Carlos Manuel César | 0:1 0:2 |